# Barhouse Music
Barhouse Music è un album di Leone Di Lernia uscito nel 1990. L'album è suddiviso in 10 brani.

## Tracce

### Lato A
1. Paparule (Pump Up the Jam) - 5:00 (M. Kamosi-Jo Bogaert)
2. Si nu guaio (Sit and Wait) - 3:46 (S. Young Brood-R. Hamm-M. Staab-C. Zundel)
3. Giargianescio (Whip of the Rhythm) - 4:26 (C. Secci)
4. Ciccillo e' murte (If Only I Could) - 4:40 (S. Young Brood-R. Hamm-M. Staab-C. Zundel)
5. Dietro le TV - 4:35 (Dino Ceglie-Di Lernia Leone)

### Lato B
1. Lambada (Lambada) - 3:40 (C. De Oliveira-C. De Oliveira)
2. Lingua longa (French Kiss) - 5:48 (Lil Louis)
3. Panzaune (Street Tuff) - 4:08 (L. Guest-M. Menson-M. West)
4. Non facenne a modo tuo - 5:36 (Dino Ceglie-Di Lernia Leone)
5. Radio Bru Bru - 4:58 (Names)